# Liv Corfixen
Liv Güldenløwe Corfixen (født 13. januar 1973) er en dansk skuespiller.
Corfixen er som skuespiller autodidakt. Som barn gik hun til ballet hos Frank Schaufuss og senere til jazzballet. Hun fik arbejde som dansepige i flere tv-shows og havde mindre roller i teaterstykker, musikvideoer og kortfilm. Hendes egentlige gennembrud var i Bleeder, hvor hun spillede Lea. I 2006 medvirkede hun i Vild med dans.
Hun er datter af Lizzie Corfixen og Teit Jørgensen. Hun er gift med filminstruktør Nicolas Winding Refn.

## Udvalgt filmografi
- Elise (1985)
- Pusher (1996)
- Bleeder (1999)
- Den eneste ene (1999)
- Kat (2001)
- Blodsøstre (2006)
- Comeback (2008)
- My Life Directed by Nicolas Winding Refn

### Tv-serier
- TAXA (1997-1999)
- De udvalgte (2001)
- Nynne (2006)